# ذرة (كتاب أسيموف)
الذرة: رحلة عبر الكون دون الذري، هو كتاب غير خيالي لإسحق عظيموف. تم نشره في البداية في 31 مايو 1991 بواسطة دوتن أدلت.

## نظرة عامة
في ذلك، يعرض عظيموف الذرات والجسيمات دون الذرية في سياق تاريخي، بدءًا بتجارب الفكر الأصلية لديموقريطس ونظرية الذرة، وتنتهي بالمعرفة الحالية للجسيمات الأساسية.

## المحتويات
ينقسم الكتاب إلى اثني عشر فصلاً، بالإضافة إلى الفهرس.
| الفصل      | الموضوع      |
| ---------- | ------------ |
| الأول      | Matter       |
| الثاني     | Light        |
| الثالث     | Electrons    |
| الرابع     | Nuclei       |
| الخامس     | Isotopes     |
| السادس     | نيوترون      |
| السابع     | Breakdowns   |
| الثامن     | مادة مضادة   |
| التاسع     | نيوترينو     |
| العاشر     | Interactions |
| الحادي عشر | كوارك        |
| الثاني عشر | The Universe |